# 斯里·宾当·巴蒙卡斯
斯里·宾当·巴蒙卡斯（1945年6月25日）,印度尼西亚的政治家，印度尼西亚民主联盟党创始人，在苏哈托政权期间，他因叛国罪被拘留。他在优素福·哈比比担任总统时被释放。
2016年2月24日，在印度尼西亚解放党（“伊扎布特”）举办的一次演讲中，斯里宾当声称印尼华裔想要驱逐当地人和穆斯林。他还称总统佐科·维多多是一个冒充穆斯林的“华人”，并表示应该驱逐“华人”。